# Anacroneuria rosita
Anacroneuria rosita är en bäcksländeart som beskrevs av Bill P.Stark och Rojas 1999. Anacroneuria rosita ingår i släktet Anacroneuria och familjen jättebäcksländor. Inga underarter finns listade i Catalogue of Life.